# 1598 a tudományban
Az 1598. év a tudományban és a technikában.

## Felfedezések
- A Falkland-szigetek északi részét felfedezik.

## Zoológia
- Európaiak felfedezik a mauritius-szigeti dodót vagy dodógalambot (Raphus cucullatus) ami 1681-ben már a kihalt állatok listáján van a könyörtelen vadászat miatt.

## Születések
- április 17. - Giovanni Battista Riccioli csillagász († 1671).

## Halálozások
- június 28. – Abraham Ortelius flamand térképész (* 1527)